# Jeremy and Jenny destra-sinistra/Bem
Jeremy and Jenny destra-sinistra/Bem è un singolo di  Nico Fidenco, pubblicato nel 1981. Il singolo riuscì a vendere 180 000 copie.

## Descrizione
Jeremy and Jenny destra-sinistra è un brano musicale scritto e musicato da Nico Fidenco con la collaborazione ai testi di Osvaldo Scardelletti, su arrangiamenti di Carlo Maria Cordio. Il brano è la sigla della prima serie dell'anime Jenny la tennista.
Bem è un brano musicale scritto e musicato da Nico Fidenco con la collaborazione ai testi di Osvaldo Scardelletti, su arrangiamenti di Carlo Maria Cordio. Il brano è la sigla della prima serie del controverso anime Bem, primo vero cartone animato dell'orrore. Anche il brano di Fidenco non si discosta molto dalle atmosfere cupe della serie, sottolineandole con un coro di bambini, effetti sonori inquietanti ed un testo giudicato all'epoca troppo forte per un pubblico infantile. Il brano nel corso degli anni ha assunto un vero e proprio status di cult.